# Lhobrak-cz’u
Lhobrak-cz’u (ang. Lhobrak Chhu, także Kuru Chhu, Kuri Chhu) – rzeka w południowo-zachodnich Chinach i wschodnim Bhutanie, w dorzeczu Brahmaputry.
Rzeka ma swoje źródło na północny zachód od szczytu Kulha-kʽangri, na terenie południowego Tybetu. Przez znaczną część swojego biegu rzeka płynie w kierunku południowym, aż do swojego ujścia w południowo-wschodnim Bhutanie, gdzie łączy się z Dangme-cz’u, dając początek rzece Manas-czʽu.